# Кловская (станция метро)
«Кло́вская» (укр. «Кло́вська») — 31-я станция Киевского метрополитена. Расположена в Печерском районе города Киева, на Сырецко-Печерской линии между станциями «Дворец спорта» и «Печерская». Станция открыта 31 декабря 1989 года под названием «Мечникова» в составе первой очереди строительства Сырецко-Печерской линии. Нынешнее название — со 2 февраля 1993 года, по названию исторической местности Клов, где станция расположена. Пассажиропоток — 12,3 тыс. чел./сутки.

## Конструкция
Станция глубокого заложения. Имеет три подземных зала — средний и два с посадочными платформами. Залы станции соединены между собой рядом проходов-порталов, которые чередуются с пилонами. Пилоны узкие, облицованы белым лекальным мрамором. Своды выполнены из окрашенного листового алюминия. Общее оформление станции лаконично, в светлых тонах, без использования особых декоративных элементов. В торце центрального зала — композиция на биологическую тематику (в честь биолога Ильи Мечникова), символизирующая биологическую ванну в виде арочного контррельефа из лекального белого мрамора, в центре которой — чёрная мраморная сфера.
Средний зал эскалаторным тоннелем с трёхленточным одномаршевым эскалатором соединён с подземным вестибюлем, который выходит в подземный переход на ул. Мечникова. Наземный вестибюль отсутствует.

## Изображения

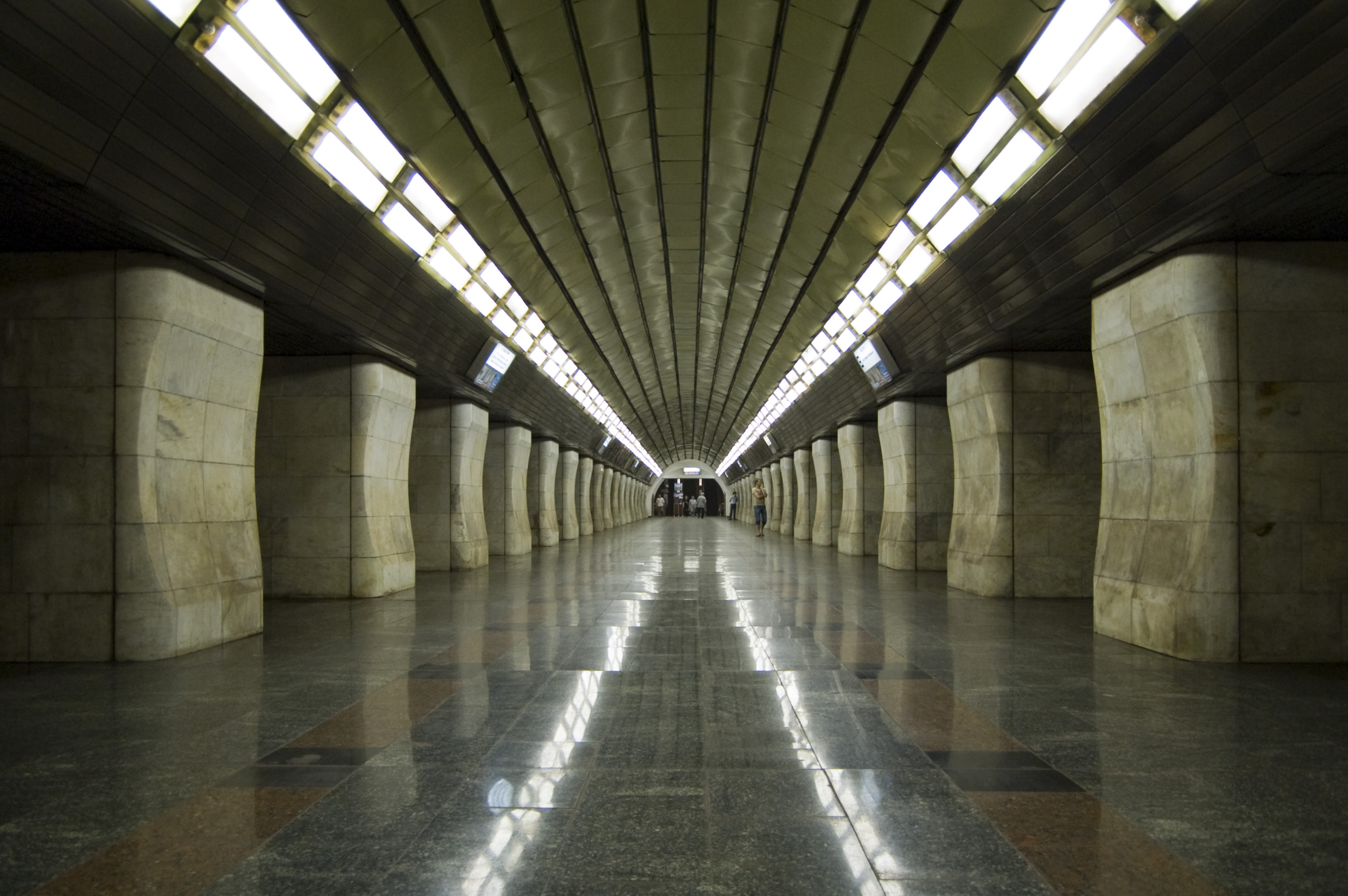
Центральный зал
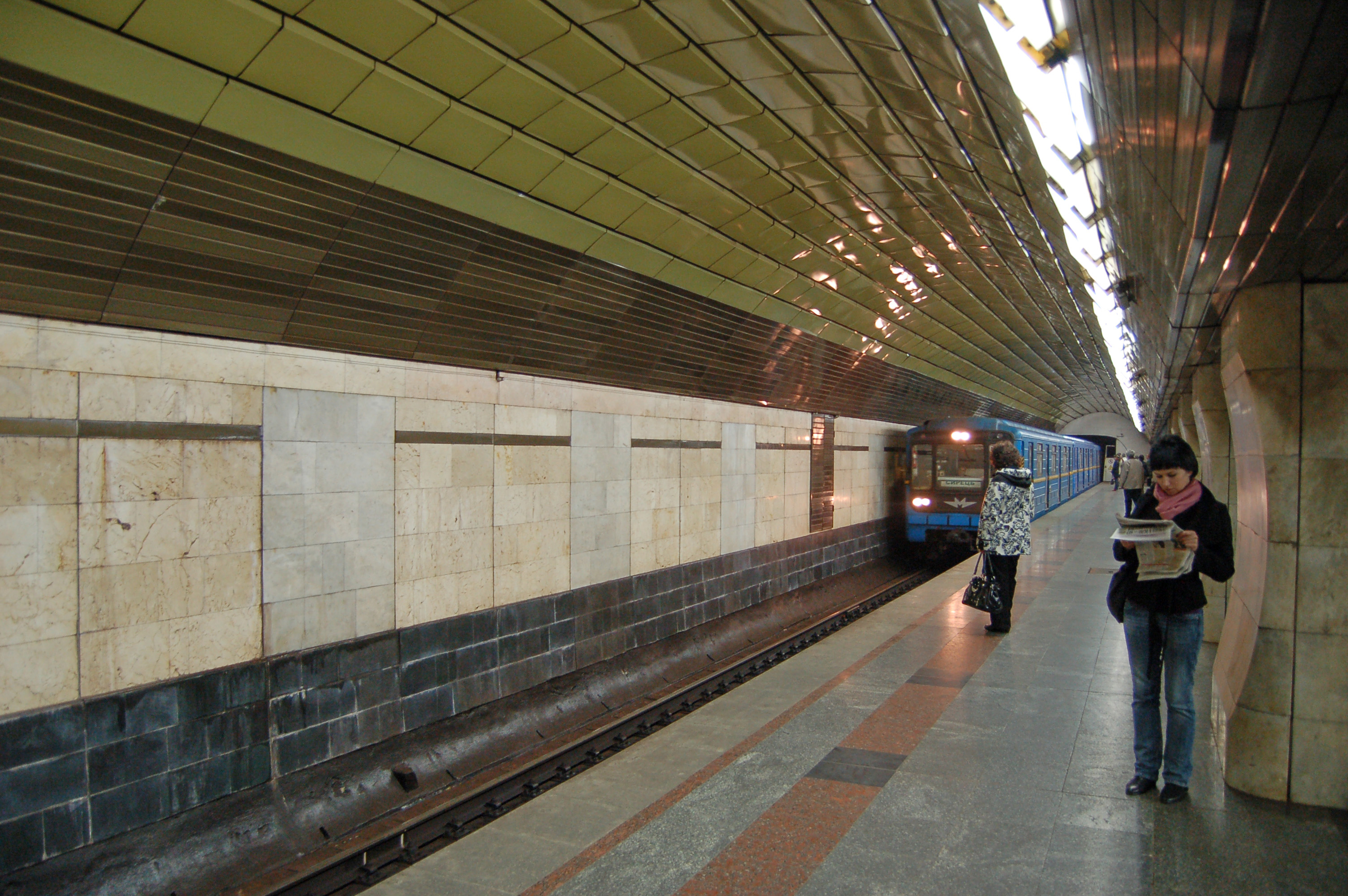
Посадочная платформа
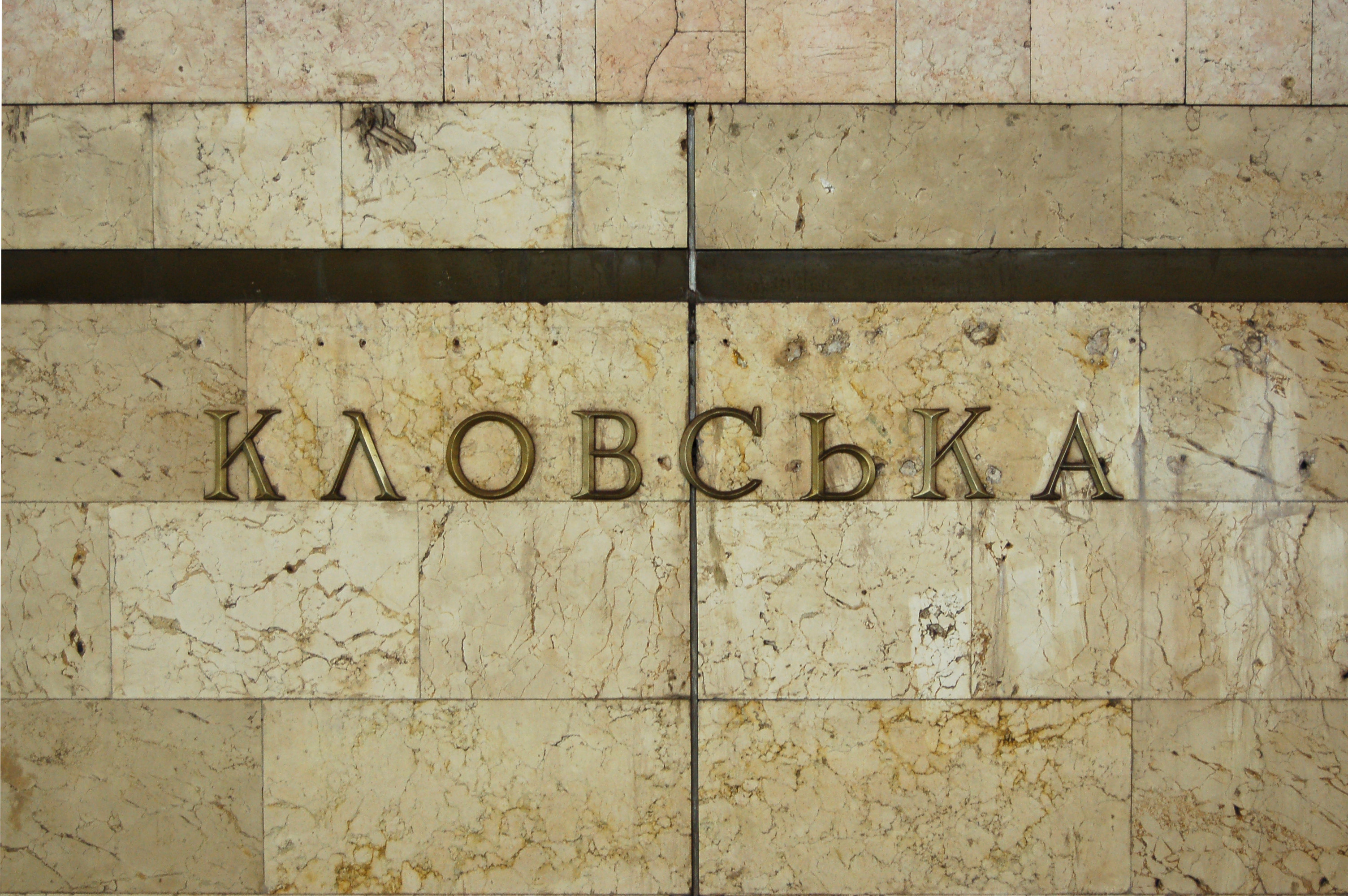
Название станции на путевой стене
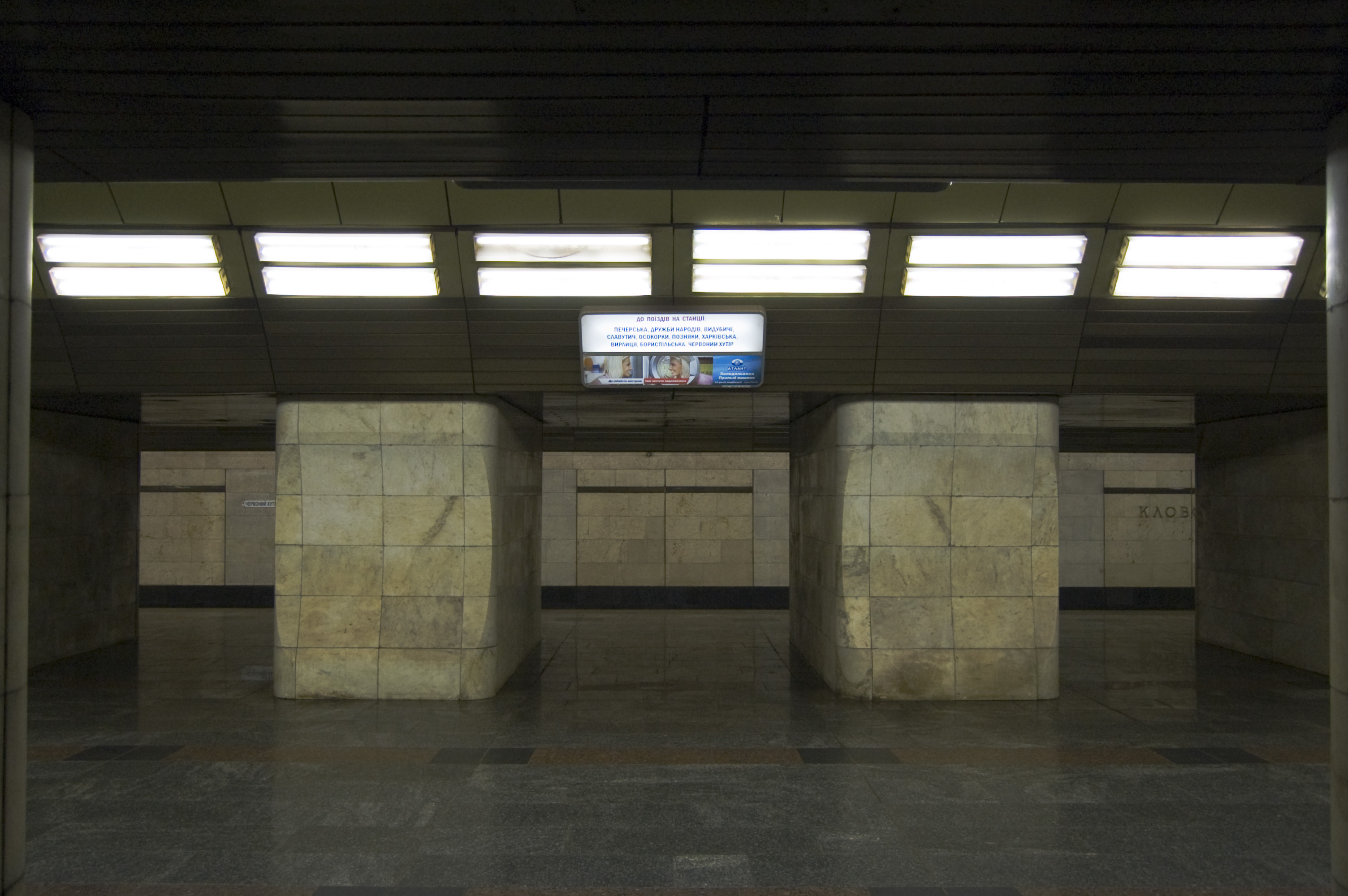
Форма пилонов
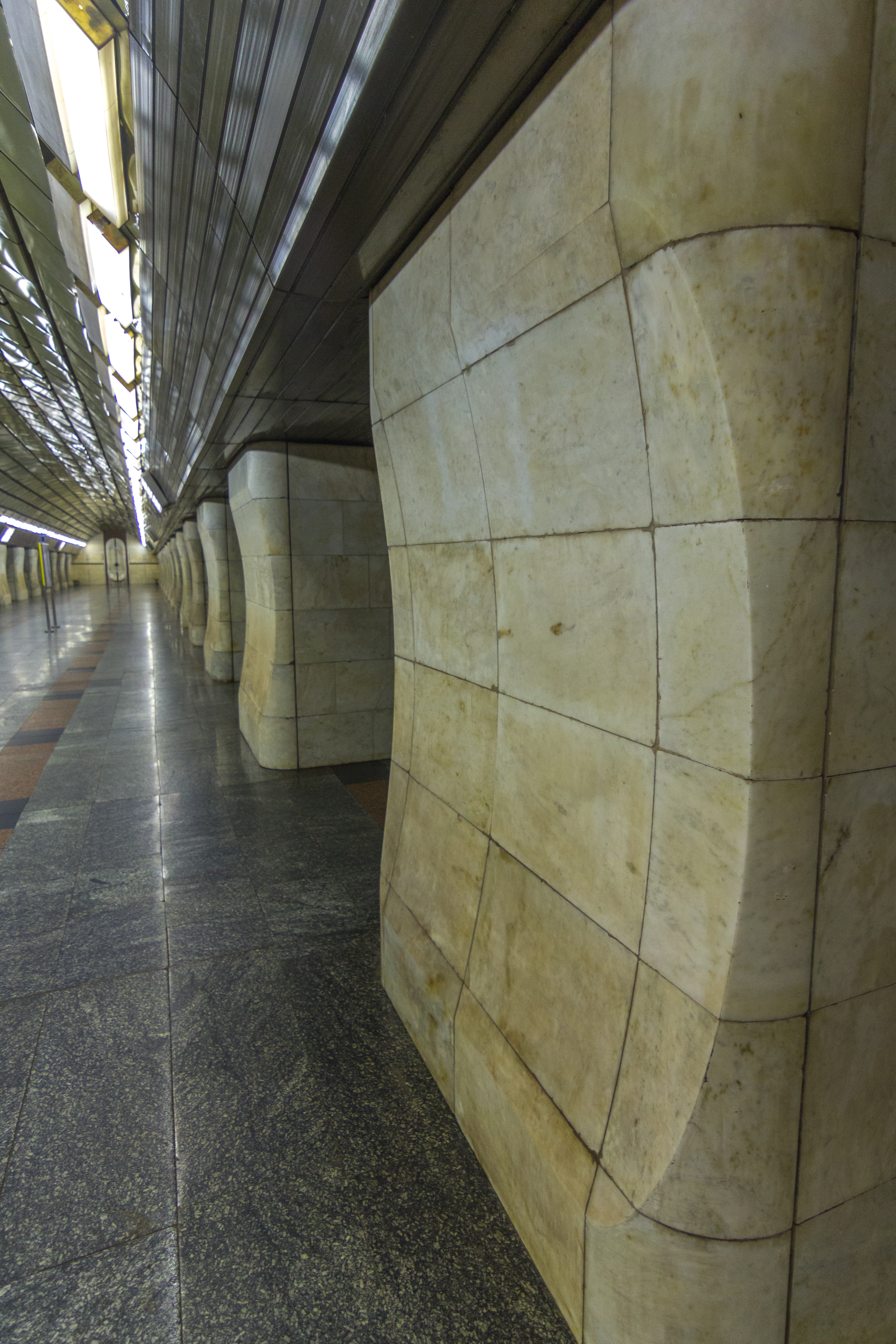
Форма пилонов
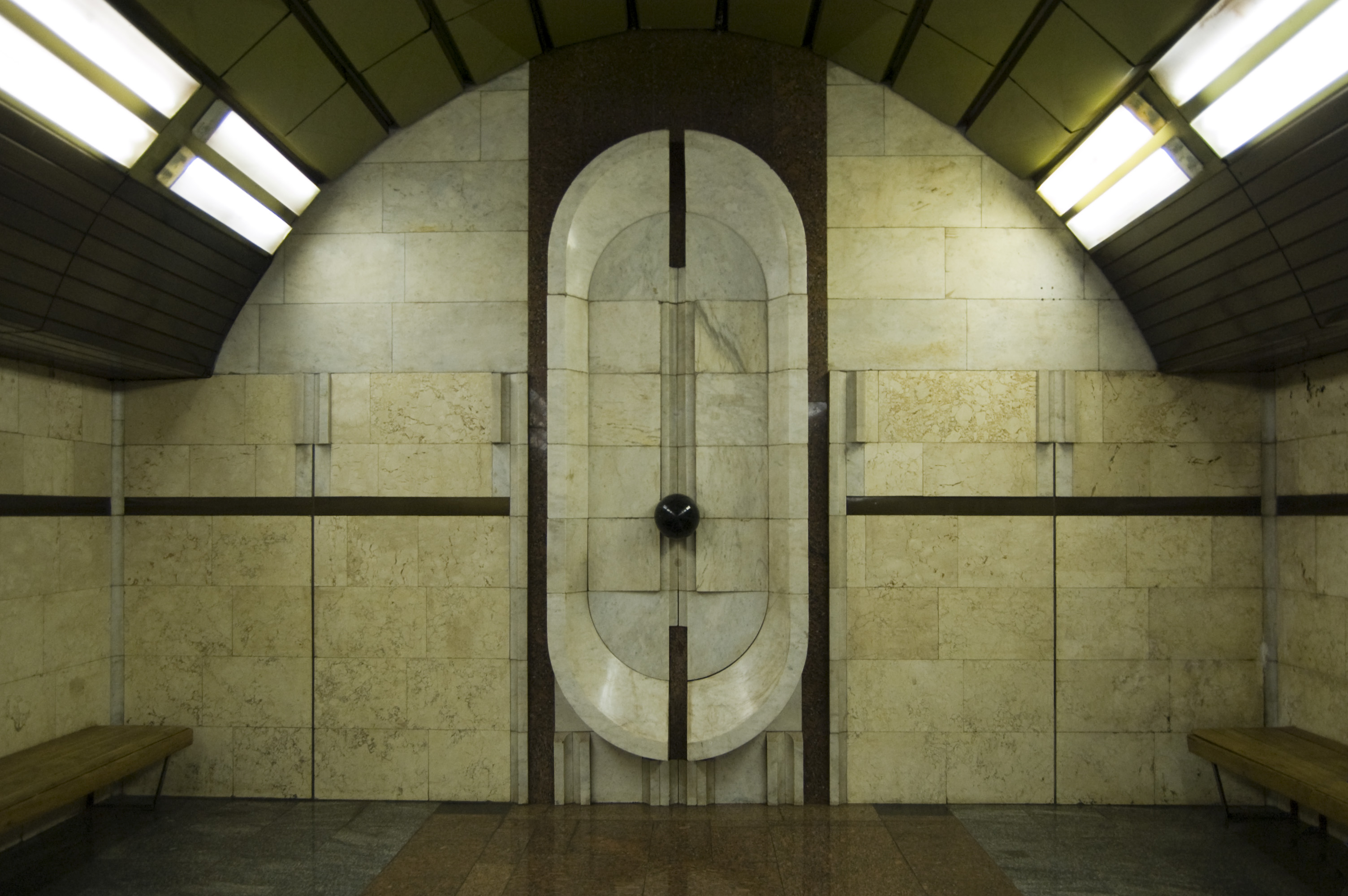
Композиция на биологическую тематику в торце зала
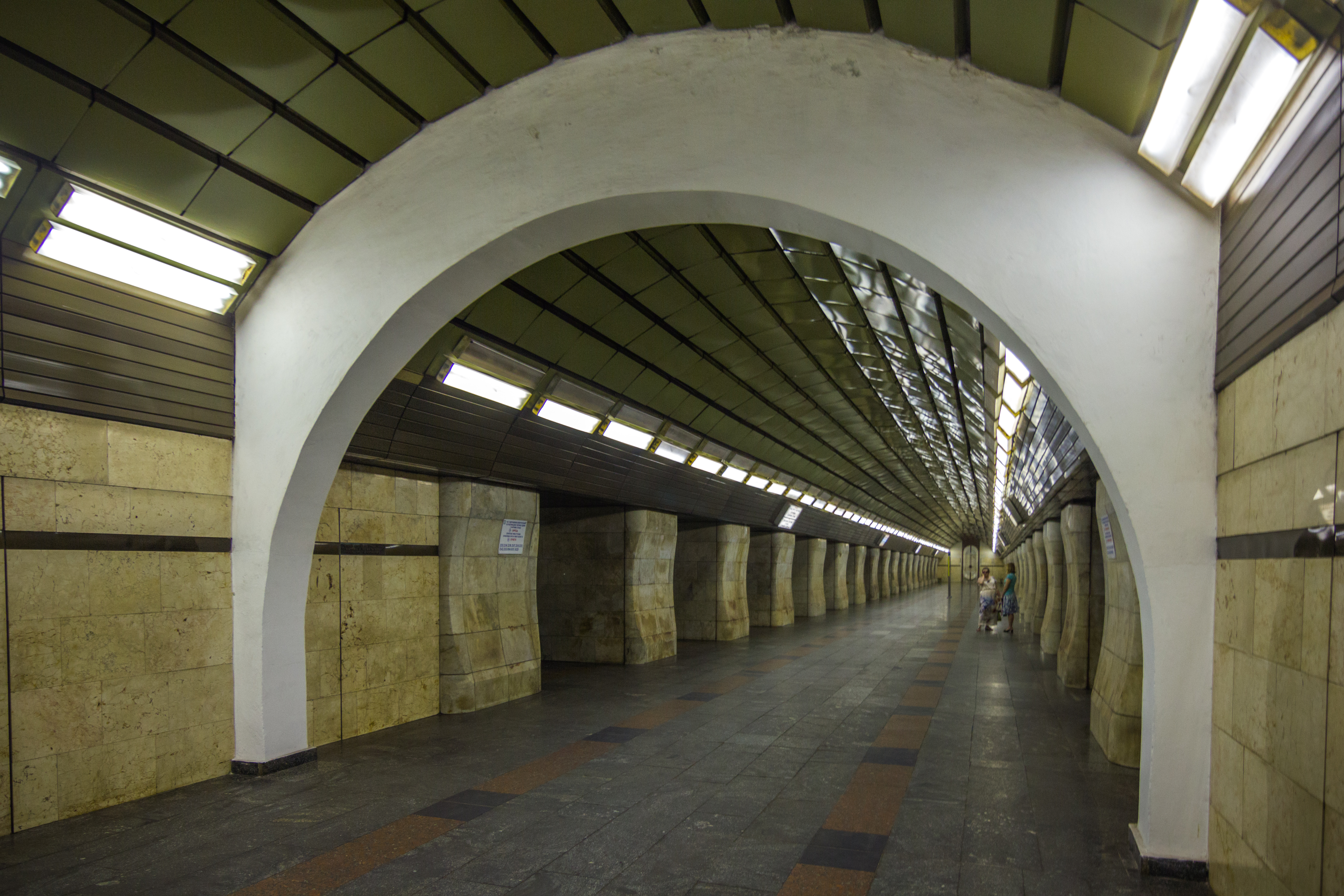
Вход на станцию со стороны эскалаторов
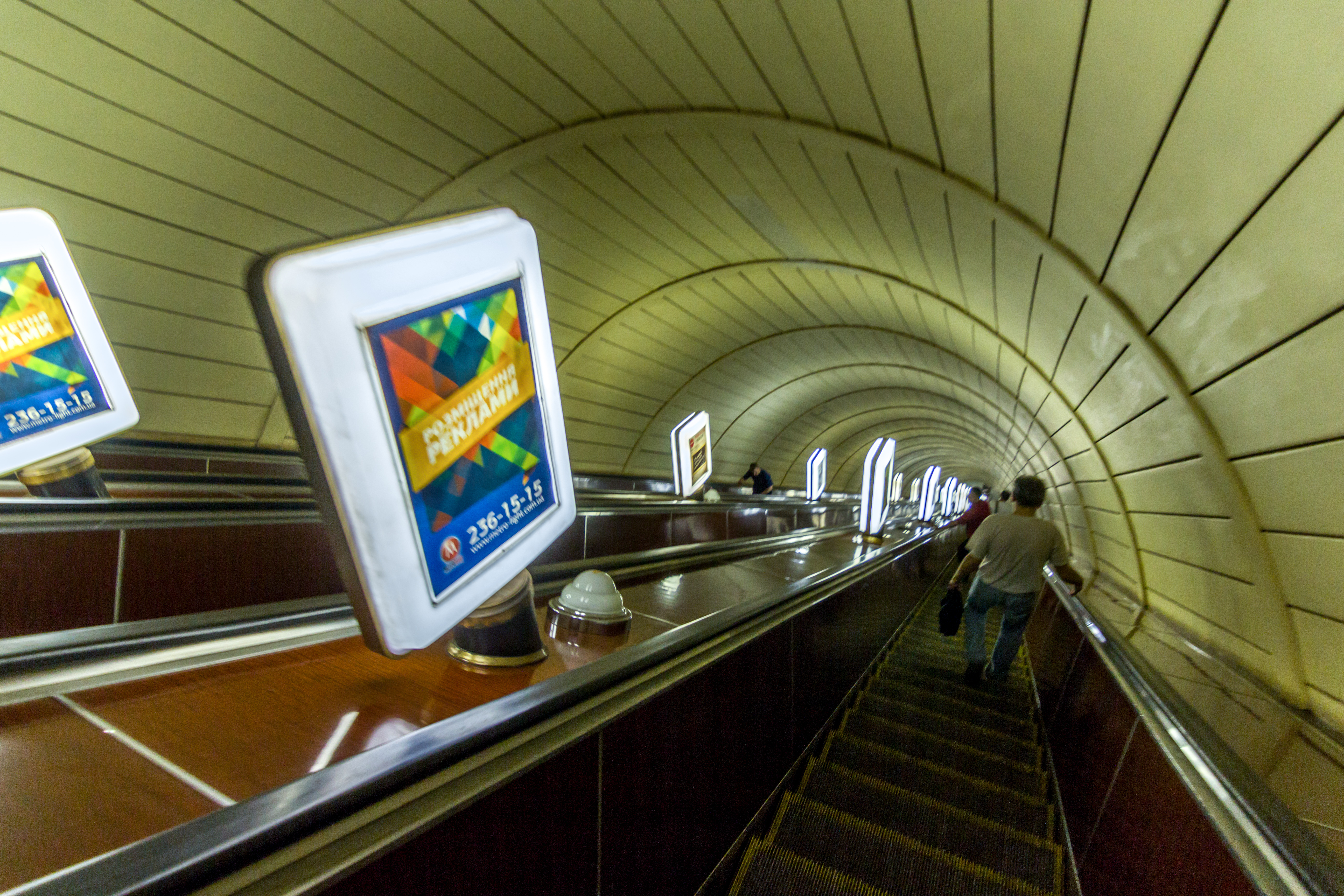
Эскалаторный наклон
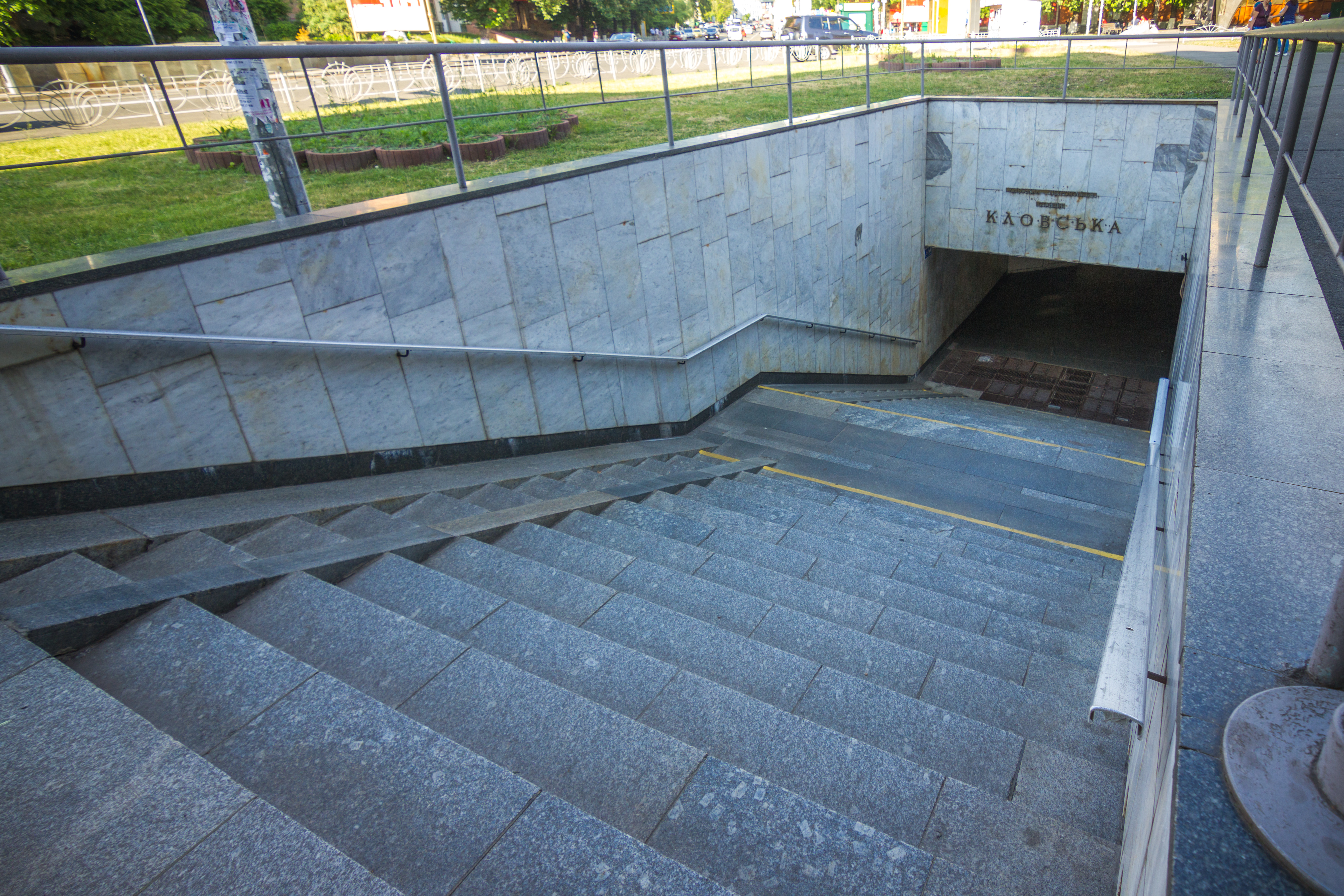
Вход на станцию

## Режим работы
Открытие — 5:47, закрытие — 0:11
Отправление первого поезда в направлении:
- ст. «Сырец» — 05:58
- ст. «Красный хутор» — 05:52

Отправление последнего поезда в направлении:
- ст. «Сырец» — 00:27
- ст. «Красный хутор» — 00:18

Расписание отправления поездов в вечернее время суток (после 22:00) в направлении:
- ст. «Сырец» — 22:18, 22:30, 22:42, 22:59, 23:16, 23:32, 23:49, 0:06, 0:23
- ст. «Красный хутор» — 22:23, 22:36, 22:53, 23:09, 23:26, 23:43, 0:00, 0:14, 0:19